# العلاقات الدنماركية الماليزية
العلاقات الدنماركية الماليزية هي العلاقات الثنائية التي تجمع بين الدنمارك وماليزيا.

## مقارنة بين البلدين
هذه مقارنة عامة ومرجعية للدولتين:
| وجه المقارنة                                              | الدنمارك                                                     | ماليزيا       |
| --------------------------------------------------------- | ------------------------------------------------------------ | ------------- |
| المساحة (كم2)                                             | 42.92 ألف                                                    | 330.29 ألف    |
| عدد السكان (نسمة)                                         | 5.79 مليون                                                   | 31.62 مليون   |
| الكثافة السكانية (ن./كم²)                                 | 134.9                                                        | 95.73         |
| العاصمة                                                   | كوبنهاغن                                                     | كوالالمبور    |
| اللغة الرسمية                                             | اللغة الدنماركية                                             | لغة ماليزية   |
| العملة                                                    | كرونة دنماركية                                               | رينغيت ماليزي |
| الناتج المحلي الإجمالي (بليون دولار)                      | 324.87 مليار                                                 | 314.50 مليار  |
| الناتج المحلي الإجمالي (تعادل القوة الشرائية) بليون دولار | 278.61 مليار                                                 | 817.43 مليار  |
| الناتج المحلي الإجمالي الاسمي للفرد دولار أمريكي          | 51.99 ألف                                                    | 9.77 ألف      |
| الناتج المحلي الإجمالي للفرد دولار أمريكي                 | 45.54 ألف                                                    | 25.64 ألف     |
| مؤشر التنمية البشرية                                      | 0.900                                                        | 0.779         |
| رمز المكالمات الدولي                                      | +45                                                          | +60           |
| رمز الإنترنت                                              | .dk                                                          | .my           |
| المنطقة الزمنية                                           | توقيت وسط أوروبا، ت ع م+02:00، ت ع م+01:00، أوروبا/كوبنهاجن ‏ | ت ع م+08:00   |

## منظمات دولية مشتركة
يشترك البلدان في عضوية مجموعة من المنظمات الدولية، منها:
| علم المنظمة | اسم المنظمة                               | تاريخ انضمام الدنمارك | تاريخ انضمام ماليزيا |
| ----------- | ----------------------------------------- | --------------------- | -------------------- |
|             | بنك التنمية الآسيوي                       | 1966                  | 1966                 |
|             | مؤسسة التنمية الدولية                     | 30 نوفمبر 1960        | 24 سبتمبر 1960       |
|             | يونسكو                                    | 4 نوفمبر 1946         | 16 يونيو 1958        |
|             | وكالة ضمان الاستثمار متعدد الأطراف        | 12 أبريل 1988         | 6 ديسمبر 1991        |
|             | الأمم المتحدة                             | 24 أكتوبر 1945        | 17 سبتمبر 1957       |
|             | الفريق المعني برصد الأرض                  | ?                     | ?                    |
|             | الاتحاد البريدي العالمي                   | ?                     | ?                    |
|             | البنك الدولي للإنشاء والتعمير             | 30 نوفمبر 1960        | 7 مارس 1958          |
|             | الاتحاد الدولي للاتصالات                  | 1866                  | 3 فبراير 1958        |
|             | منظمة حظر الأسلحة الكيميائية              | ?                     | ?                    |
|             | مؤسسة التمويل الدولية                     | 20 يوليو 1956         | 20 مارس 1958         |
|             | المركز الدولي لتسوية المنازعات الاستشارية | 24 مايو 1968          | 14 أكتوبر 1966       |
|             | منظمة التجارة العالمية                    | 1995                  | ?                    |
|             | منظمة الشرطة الجنائية الدولية             | ?                     | ?                    |

## أعلام
هذه قائمة لبعض الشخصيات التي تربطها علاقات بالبلدين:
- تونكو عبد الرحمن الجفري (2 مايو 1993 – )

## وصلات خارجية
- موقع وزارة الخارجية الدنماركية
- موقع وزارة الخارجية الماليزية